# Конте, Паоло
Па́оло Ко́нте (итал. Paolo Conte, 6 января 1937, Асти) — итальянский певец, пианист и композитор, известный благодаря своему необычному голосу, красочным и романтичным композициям (вызывающим ассоциации как с итальянской и средиземноморской музыкой, так и с южноамериканскими ритмами и франкоязычными исполнителями, такими как Жак Брель и Жорж Брассенс) и его задумчивой, иногда меланхоличной, лирике.

## Карьера
Паоло Конте родился в городе Асти в Пьемонте.
Начинал свою карьеру как вибрафонист в местных и гастролирующих группах («Saint Vincent Jazz Festival»). Первые песни написал вместе с братом Джорджо Конте. 
Получил известность в конце 1960-х — начале 1970-х годов как автор хитов Адриано Челентано и Патти Право. 
Сольная карьера Конте началась с альбома 1974 года, названного его именем, и продолжилась альбомами «Aguaplano» в 1980-е годы и «D’Amore Scritte Macchina» в 1990-е, пользующимися большим успехом по всей Европе. 
Коллекция хитов 1998 года стала его первым релизом в США. Компиляционный сборник Паоло Конте называется «The Best of Paolo Conte».
Некоторые из его хитов были использованы во многих фильмах, например «Come di» в «Mickey Blue Eyes» (1999), «Vieni via con me» («чипс, чипс..») во «Французском поцелуе» (1995). «L'Orchestrina» в сериале «Новый Папа» (2020). 
Один из самых известных хитов Конте, «Azzurro» (с итал. — «Синева», исполняемый Адриано Челентано и другими артистами), был «позаимствован» фанатами Сборной Италии по футболу, которых называют «gli azzurri» (с итал. — «синие») в качестве неофициального гимна в ходе чемпионата мира по футболу 2006.

## Дискография
- Paolo Conte (1974)
- Paolo Conte (1975)
- Un gelato al limon (1979)
- Paris milonga (1981)
- Appunti di viaggio (1982)
- Paolo Conte (1984)
- Concerti (1985, live)
- Aguaplano (1987, двойной альбом, изданный как два отдельных диска, второй — озаглавлен «Jimmy Ballando»)
- Paolo Conte Live (1988, live)
- Parole d’amore scritte a macchina (1990)
- Paolo Conte — Haris Alexiou (1990, live) — концерт в афинском Палас-театре с Харис Алексиу
- Wanda, stai seria con la faccia ma però (1992, сборник)
- '900 (1992)
- Tournée (1993 live)
- Una faccia in prestito (1995)
- The best of Paolo Conte (1998, сборник)
- Tournée 2 (1998 live)
- Razmataz (2000)
- Reveries (2003, сборник)
- Elegia (2004)
- Paolo Conte Live Arena di Verona (2005, live)
- Wonderful (2006, сборник)
- Psiche (2008)
- Nelson (2010)
- Snob (2014)
- Amazing game (2016)
- Live In Caracalla: 50 Years Of Azzurro (2018)
- Live At Venaria Reale (2021)
- Paolo Conte Alla Scala: Il Maestro È Nell'anima (2023)